# Postmodernisme (internationale betrekkingen)
In de theorie van de internationale betrekkingen is het postmodernisme een paradigma dat zich keert tegen de positivistische aannames van het realisme, met name de aanname dat staten de belangrijkste actoren op het internationale toneel zijn en dat die samenhangende, objectieve belangen nastreven. Staten zijn in de postmoderne visie abstracties van menselijke belangen (of zelfs ficties) die geen objectief bestaan leiden. Het uiteenvallen van staten, zoals dat vooral na de val van het communisme heeft plaatsgevonden, is vanuit het postmoderne perspectief makkelijker te verklaren dan vanuit het realistische.
Een belangrijk element van deze vorm van postmodernisme, die ontleend is aan de literaire tegenhanger, is de deconstructie van teksten en van concepten als de staat.
Een bijzondere vorm van postmodernisme is het postmodern feminisme, waarin speciale aandacht gegeven wordt aan de rol van vrouwen in de internationale betrekkingen: onder andere de rol van vrouwen in oorlog (inclusief de prostitutie die in veel oorlogssituaties een rol speelt) en het seksueel geladen taalgebruik van machthebbers en soldaten.